# Stijena (Cazin)
Pour les articles homonymes, voir Stijena.

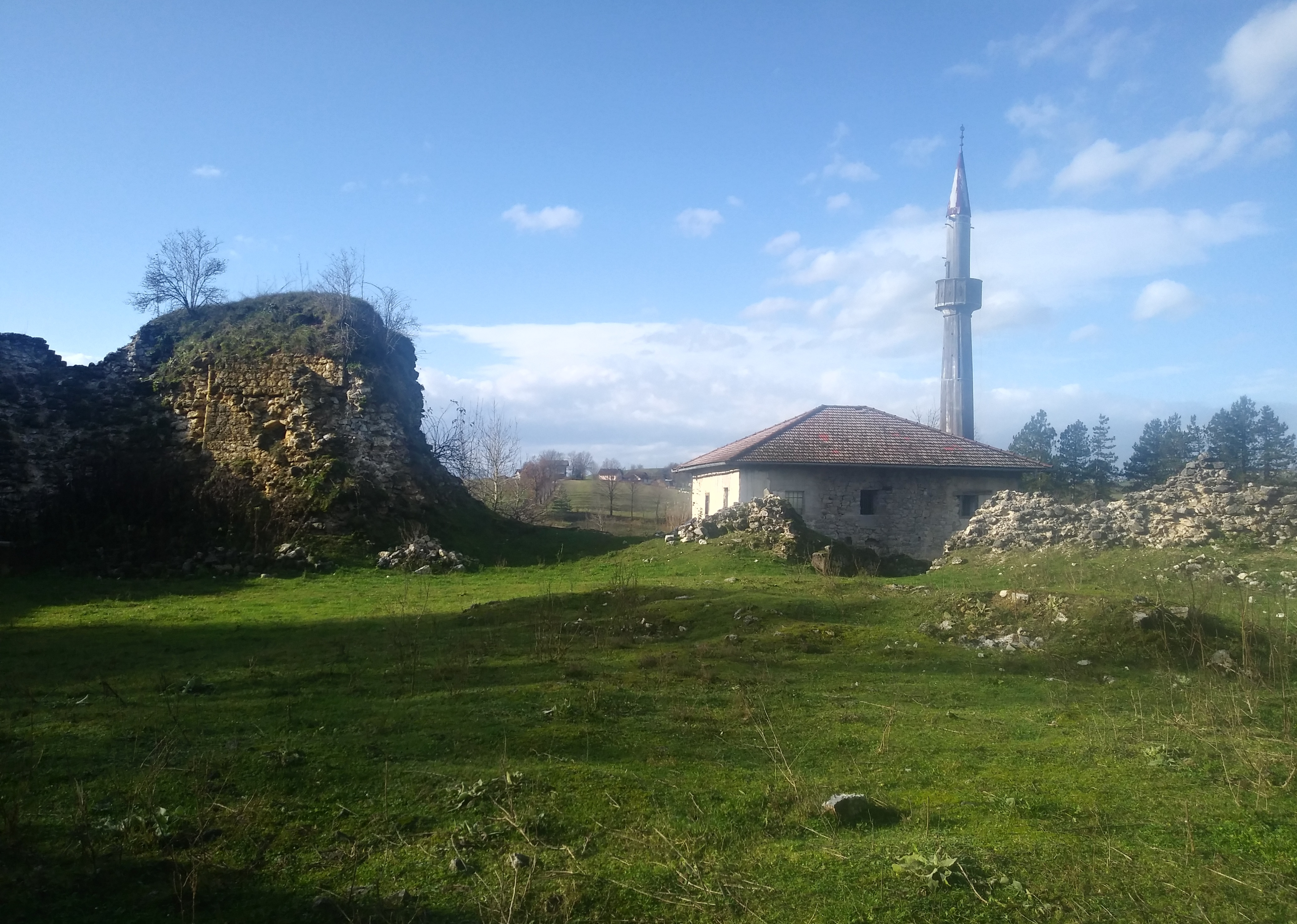
Stijena (Cazin)

Stijena (en cyrillique : Стијена) est une localité de Bosnie-Herzégovine. Elle est située dans la municipalité de Cazin, dans le canton d'Una-Sana et dans la fédération de Bosnie-et-Herzégovine. Selon les premiers résultats du recensement bosnien de 2013, elle compte 2 776 habitants.

## Histoire
Sur le territoire du village se trouve la forteresse de Bijela Stijena, qui remonte au Moyen Âge et à la période ottomane ; elle est aujourd'hui inscrite sur la liste des monuments nationaux de Bosnie-Herzégovine.

## Démographie

### Évolution historique de la population
| 1948 | 1953 | 1961  | 1971  | 1981  | 1991  | 2013  |
| ---- | ---- | ----- | ----- | ----- | ----- | ----- |
| -    | -    | 1 691 | 1 535 | 1 975 | 2 099 | 2 776 |

|  |

### Communauté locale
En 1991, la communauté locale de Stijena comptait 7 881 habitants, répartis de la manière suivante :